# Lagoa (Macedo de Cavaleiros)
Lagoa é uma povoação portuguesa sede da Freguesia de Lagoa do Município de Macedo de Cavaleiros, freguesia com 34,52 km² de área e 271 habitantes (censo de 2021), tendo, por isso, uma densidade populacional de 7,9 hab./km².
A norte da Freguesia de Lagoa fica a freguesia de Morais, a este Talhas, a oeste Peredo, a noroeste Lombo, a sudoeste Castro Vicente, e a sul Remondes, Soutelo e Azinhoso.

## Demografia
A população registada nos censos foi:
| Distribuição da População por Grupos Etários | Distribuição da População por Grupos Etários | Distribuição da População por Grupos Etários | Distribuição da População por Grupos Etários | Distribuição da População por Grupos Etários |
| -------------------------------------------- | -------------------------------------------- | -------------------------------------------- | -------------------------------------------- | -------------------------------------------- |
| Ano                                          | 0-14 Anos                                    | 15-24 Anos                                   | 25-64 Anos                                   | > 65 Anos                                    |
| 2001                                         | 41                                           | 45                                           | 190                                          | 156                                          |
| 2011                                         | 20                                           | 15                                           | 136                                          | 141                                          |
| 2021                                         | 15                                           | 13                                           | 108                                          | 135                                          |

## História
Integrou o antigo concelho de Izeda, extinto em 24 de outubro de 1855. Tinha este, de acordo com o censo de 1849, 5656 habitantes e 447 km². Era constituído por 14 freguesias: Calvelhe, Coelhoso, Izeda, Salsas, Serapicos, Bagueixe e Macedo do Mato, Lagoa, Morais, Podence e Edroso, Salselas, Talhas, Talhinhas, Vinhas e Edrosa.
Em 1855 passou para o concelho (atual município) de Macedo de Cavaleiros.

## Geografia
A freguesia fica na margem esquerda do Rio Azibo, e na margem direita do Rio Sabor. O Rio Azibo desagua perto de Lagoa, no Rio Sabor. 

## Geossítios
Os geossítios presentes na Freguesia de Lagoa são:
- G26- Micaxistos de Lagoa
- G31- Gnaisses de Lagoa
- G32- Descontinuidades de Moho e Conrad
- G33- Carreamento da Foz do Azibo